# Itatskij
Itatskij è una cittadina della Russia siberiana meridionale (oblast' di Kemerovo); appartiene amministrativamente al rajon Tjažinskij.